# Alejandro Menéndez Díez
Alejandro 'Álex' Menéndez Díez (Oviedo, Astúries, 15 de juliol de 1991) és un futbolista professional asturià que juga com a lateral esquerre.

## Trajectòria esportiva
Producte del planter de l'Sporting de Gijón va fer el seu debut sènior la temporada 2010–11, jugant 21 partits a la segona B amb l'Sporting de Gijón B, que inicialment va perdre la categoria, tot i que fou reascendit.
Va jugar oficialment per primer cop amb el primer equip el 13 de desembre de 2011, jugant els 90 minutes en una victòria per 1–0 fora de casa contra el RCD Mallorca a la Copa del Rei. L'1 de maig de l'any següent va debutar a La Liga novament jugant el partit sencer en una derrota a casa per 2–3 contra el Vila-real CF que a més a més va significar el descens de l'equip, després d'haver estat quatre anys a primera divisió.
El 13 d'agost de 2013 Menéndez va signar un nou contracte de tres anys amb l'Sporting. L'estiu de 2014 fou promocionat definitivament al primer equip, llavors a la segona divisió, i se li assignà el dorsal número 3.
El 30 de juliol de 2016, Menéndez va signar un contracte per dos anys amb el Girona FC de la segona divisió com a agent lliure. El 8 d'agost, però, després de patir una greu lesió de genoll, el contracte es va anul·lar.